# Hemlocke Springs
Isimeme "Naomi" Udu (nacida el 16 de noviembre de 1998), más conocida como Hemlocke Springs (estilizada en minúsculas), es una cantante, compositora y productora discográfica estadounidense. Llamó la atención por primera vez en 2022, cuando su canción "Girlfriend" alcanzó popularidad viral en TikTok. Lanzó su EP debut, Going...Going...Gone!, el 29 de septiembre de 2023.

## Primeros años y educación
Isimeme "Naomi" Udu nació el 16 de noviembre de 1998 en Raleigh, Carolina del Norte, de dos padres inmigrantes nigerianos. Creció en Concord, Carolina del Norte. Se interesó por la música electrónica en la escuela secundaria, escuchando a artistas como Calvin Harris y Tiësto. También empezó a utilizar GarageBand para crear música electrónica. Se graduó de Spelman College en 2021 con una licenciatura en biología y actualmente está trabajando en una maestría en informática médica en Dartmouth College. Se graduó allí en junio de 2023.

## Carrera

### 2022-presente: Going...Going...Gone!
El 24 de mayo de 2022, Udu lanzó su sencillo debut "Gimme All Ur Luv". La canción obtuvo más de un millón de reproducciones a través de Spotify y Complex la nombró "la mejor canción bedroom pop". Lanzó la canción "Girlfriend" el 2 de noviembre de 2022 y también superó el millón de reproducciones en Spotify y la gente la llamó el "himno incómodo de las chicas negras". En una entrevista con Rolling Stone, Udu dijo que estaba "feliz de que la gente lo escuchara".
Lanzó su tercer sencillo "Stranger Danger!" el 13 de enero de 2023, y fue nombrado uno de los "artistas emergentes esenciales para 2023" por New Musical Express. De mayo a agosto, colaboró con el productor inglés Burns y lanzó tres canciones más. Udu lanzó "Enknee1" el 21 de agosto, el mismo día en que anunció su EP debut, Going...Going...Gone!, y fue lanzado el 29 de septiembre de 2023. Mientras estaba de gira desde América del Norte, fue telonero de un espectáculo en Life's So Fun Tour de Muna (2023). A principios de invierno, la artista independiente también actuará como telonera de la gira "Weedkiller Tour" de Ashnikko en Europa. Más tarde, Udu apareció en la edición "Clase de 2024: Gold Standard" con otros artistas, publicada por DIY.
El 30 de enero de 2024, la cantante anunció que será telonero de la segunda gira de conciertos de Doja Cat, The Scarlet Tour (2024), para la etapa europea.